# Александров, Анатолий Сергеевич
Анато́лий Серге́евич Алекса́ндров (3 декабря 1899, Новороссийск — 29 марта 1979, Москва) — советский государственный деятель. Герой Социалистического Труда. Лауреат Ленинской премии.

## Биография
Родился 20 ноября (3 декабря) 1899 года в Новороссийске (ныне Краснодарский край) в семье рабочего.
С 1917 года Анатолий Александров работал чертёжником на арматурно-электромеханическом заводе в Петрограде.
В 1918 году вступил в РККА и в том же году закончил Петроградские артиллерийские командные курсы. После окончания курсов принимал участие в Гражданской войне в качестве командира взвода, артиллерийской батареи, начальника команды разведчиков на Южном и Западном фронтах. После окончания Гражданской войны служил до 1924 года в МВО.
С 1924 по 1928 годы Александров работал токарем на заводе «Красный арсенал».
С 1928 года Анатолий Александров вновь служил в РККА.
В 1932 году окончив Военно-политическую академию РККА имени Ф. Э. Дзержинского в Ленинграде, был назначен на пост начальника учебной части, старший преподаватель, заместитель начальника кафедры в ВАММ РККА имени И. В. Сталина в Москве, где оставался до 1938 года.
С 1938 по 1947 годы Александров работал заместителем заведующего Секретариатом СНК СССР, заместителем члена ГКО СССР по боеприпасам, помощником заместителя председателя СМ СССР.
В период 1942 — 1945 годов был заместителем члена Государственного Комитета Обороны обороны Лаврентия Берия.
Постановлением № 199 СНК СССР от 22 февраля 1943 года Анатолию Сергеевичу Александрову присвоено воинское звание «генерал-майор инженерно-технической службы».
С 1947 по 1951 годы работал заместителем начальника Первого Главного Управления при СНК СССР, одновременно являясь в эти годы одним из руководителей работ по созданию советского атомного оружия.
29 августа 1949 года Александров присутствовал на Семипалатинском полигоне (Казахская ССР) во время испытания первой отечественной атомной бомбы.
С 1951 по 1955 годы Александров работал начальником «КБ-11» Приволжской конторы «Главгорстроя» (сейчас Всероссийский научно-исследовательский институт экспериментальной физики) МСМ СССР.
С 1955 года Александров работал директором предприятия п/я № 825 ПГУ при СМ СССР.
Умер 29 марта 1979 года на своей даче в посёлке Коренёво (Люберецкий район, Московская область) похоронен в том же районе на Малаховском кладбище.

## Награды и премии
- Герой Социалистического Труда (29.10.1949) — за исключительные заслуги перед государством при выполнении специального задания
- три ордена Ленина (29.10.1949)
- два ордена Красного Знамени (в том числе 03.11.1944[3])
- орден Кутузова I степени (16.09.1945)
- орден Кутузова II степени (18.11.1944)[4]
- два ордена Трудового Красного Знамени
- медали
- Ленинская премия
- Сталинская премия первой степени (29.10.1949) — за исключительные заслуги перед Государством в области строительства и организации отечественной атомной промышленности и успешное руководство работой по созданию советского атомного оружия.
- Сталинская премия второй степени (1951) — за первое испытание атомной бомбы сбросом с самолёта
- Сталинская премия первой степени (1953) — за испытание первой водородной бомбы